# Carré diabolique
En mathématiques, un carré diabolique, carré panmagique ou carré pandiagonal est un carré magique dans lequel la même constante magique peut être trouvée non seulement dans les lignes, les colonnes et les diagonales, mais aussi dans une variété de configuration régulières et géométriques.
Par exemple, le carré suivant :
{\displaystyle {\begin{bmatrix}15&10&3&6\\4&5&16&9\\14&11&2&7\\1&8&13&12\end{bmatrix}}}
est un carré diabolique où la constante magique 34 peut être trouvée de 86 manières différentes : lignes, colonnes, les deux diagonales principales, et 70 manières géométriques différentes. Par exemple, le carré peut être divisé en 4 petits carrés de constante magique 34. Les quatre coins ont aussi cette somme. Les quatre nombres centraux aussi. Les deux nombres dans le milieu de la ligne supérieure, plus les deux nombres dans le milieu de la ligne de base, et de la même façon sur les côtés. Les diagonales partielles. Et ainsi de suite.